# Сванстрём, Курт
Курт Сва́нстрём (швед. Kurt Svanström; 24 марта 1915 — 16 января 1996, Швеция) — шведский футболист, полузащитник, участник чемпионата мира 1938 года в составе сборной Швеции.

## Карьера
Курт Сванстрём играл за клуб «Эргрюте».
Дебютировал в сборной в 1937 году в отборочных играх к ЧМ-1938. Принял участие в чемпионате мира 1938 года, провёл на турнире 3 матча. После чемпионата также вызывался в сборную, однако после 1939 года прекратил за неё выступления.
| Матчи и голы Курта Сванстрёма за сборную Швеции | Матчи и голы Курта Сванстрёма за сборную Швеции | Матчи и голы Курта Сванстрёма за сборную Швеции | Матчи и голы Курта Сванстрёма за сборную Швеции | Матчи и голы Курта Сванстрёма за сборную Швеции | Матчи и голы Курта Сванстрёма за сборную Швеции | Матчи и голы Курта Сванстрёма за сборную Швеции  |
| ----------------------------------------------- | ----------------------------------------------- | ----------------------------------------------- | ----------------------------------------------- | ----------------------------------------------- | ----------------------------------------------- | ------------------------------------------------ |
| №                                               | Дата                                            | Место проведения                                | Соперник                                        | Счёт                                            | Голы                                            | Турнир                                           |
| 1                                               | 16 июня 1937                                    | Сольна, Швеция                                  | Финляндия                                       | 4:0                                             | 1                                               | Отбор к ЧМ-1938                                  |
| 2                                               | 20 июня 1937                                    | Сольна, Швеция                                  | Эстония                                         | 7:2                                             | -                                               | Отбор к ЧМ-1938                                  |
| 3                                               | 23 июня 1937                                    | Варшава, Польша                                 | Польша                                          | 1:3                                             | -                                               | Товарищеский матч                                |
| 4                                               | 27 июня 1937                                    | Бухарест, Румыния                               | Румыния                                         | 2:2                                             | -                                               | Товарищеский матч                                |
| 5                                               | 12 июня 1938                                    | Антиб, Франция                                  | Куба                                            | 8:0                                             | -                                               | Чемпионат мира по футболу 1938                   |
| 6                                               | 16 июня 1938                                    | Париж, Франция                                  | Венгрия                                         | 1:5                                             | -                                               | Чемпионат мира по футболу 1938                   |
| 7                                               | 19 июня 1938                                    | Бордо, Франция                                  | Бразилия                                        | 2:4                                             | -                                               | Чемпионат мира по футболу 1938                   |
| 8                                               | 2 июня 1939                                     | Сольна, Швеция                                  | Норвегия                                        | 3:2                                             | -                                               | Товарищеский матч                                |
| 9                                               | 9 июня 1939                                     | Сольна, Швеция                                  | Финляндия                                       | 5:1                                             | -                                               | Чемпионат Скандинавии 1937-47                    |
| 10                                              | 14 июня 1939                                    | Копенгаген, Дания                               | Норвегия                                        | 0:1                                             | -                                               | Dansk Boldspil-Union 50th Anniversary Tournament |

Итого: 10 матчей / 1 гол; 5 побед, 1 ничья, 4 поражения.

## Достижения

### Командные
Сборная Швеции
- Четвёртое место на чемпионате мира: 1938